# Hämeenmaa (fregatt, 1952)
Hämeenmaa var en finländsk fregatt av sovjetisk Riga-klass. Eftersom fartyget hade vissa unika modifieringar (bl.a. brittiska ubåtsjaktssystem) så kallades klassen för Uusimaa-klassen i finländsk tjänst.
Hämeenmaa var i tjänst mellan 1964 och 1987. Systerfartyget Uusimaa togs ur tjänst 1979 och användes som reservdelslager åt Hämeenmaa.
Hämeenmaa byggdes om på 1980-talet till minfartyg varvid en kommunikationscentral ersatte Hedgehog-lavettaget för om bryggan. Även 100 mm-kanonen på halvdäck togs bort liksom torpedtuberna. En dubbel 30 mm AK-230 luftvärnspjäs tillkom längst förut.[källa behövs] Hämeenmaa togs ur tjänst 1987.